# Zitadelle von Québec

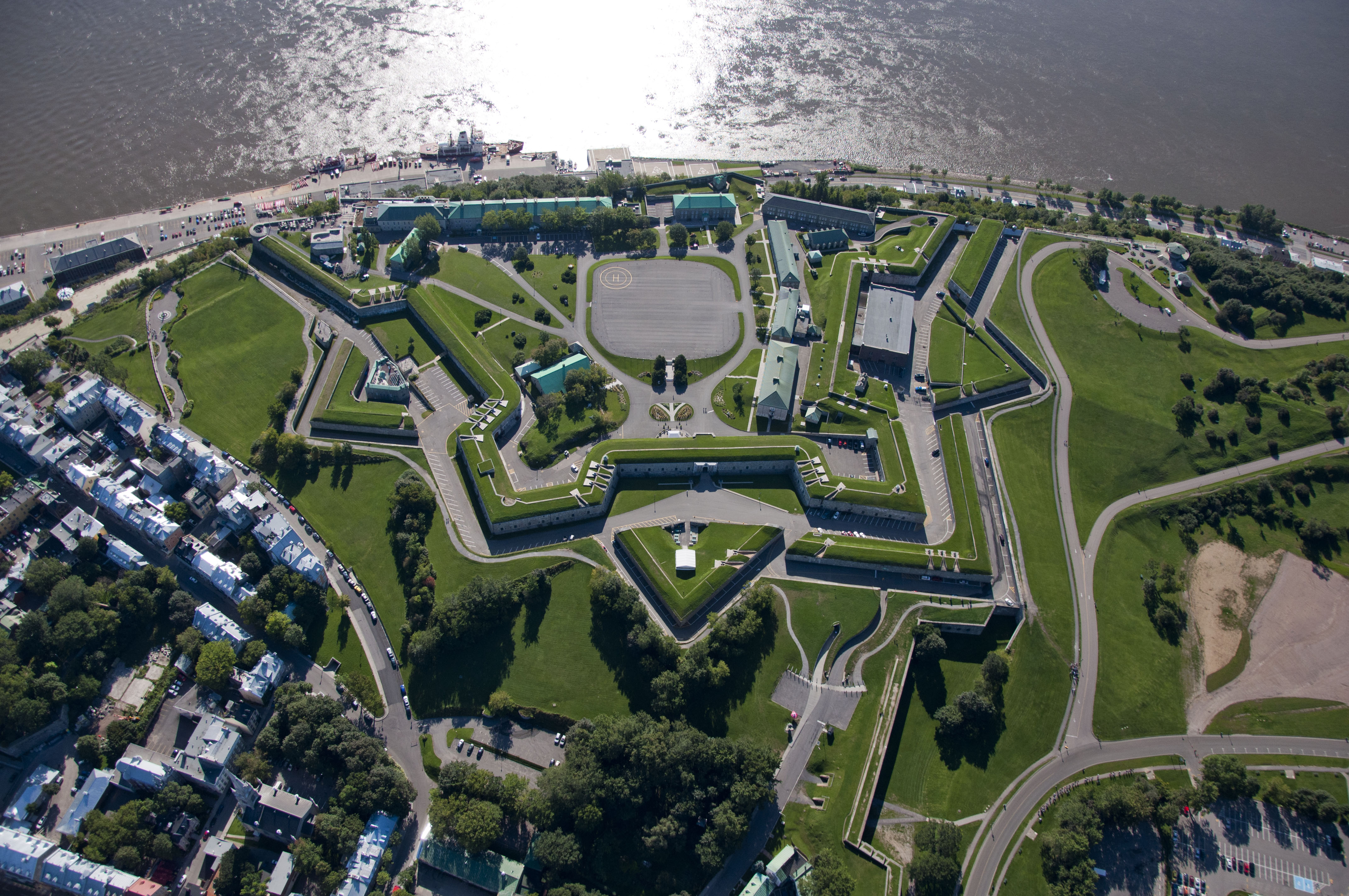
Luftansicht der Zitadelle. Die Residenz des Generalgouverneurs befindet sich im Gebäude oben links in der Zitadelle.

Die Zitadelle von Québec (französisch La Citadelle de Québec, englisch Citadelle of Quebec) ist ein Fort, das sich in der heutigen Stadt Québec befindet. Sie ist heute teilweise in Verwendung der kanadischen Streitkräfte.

## Geschichte

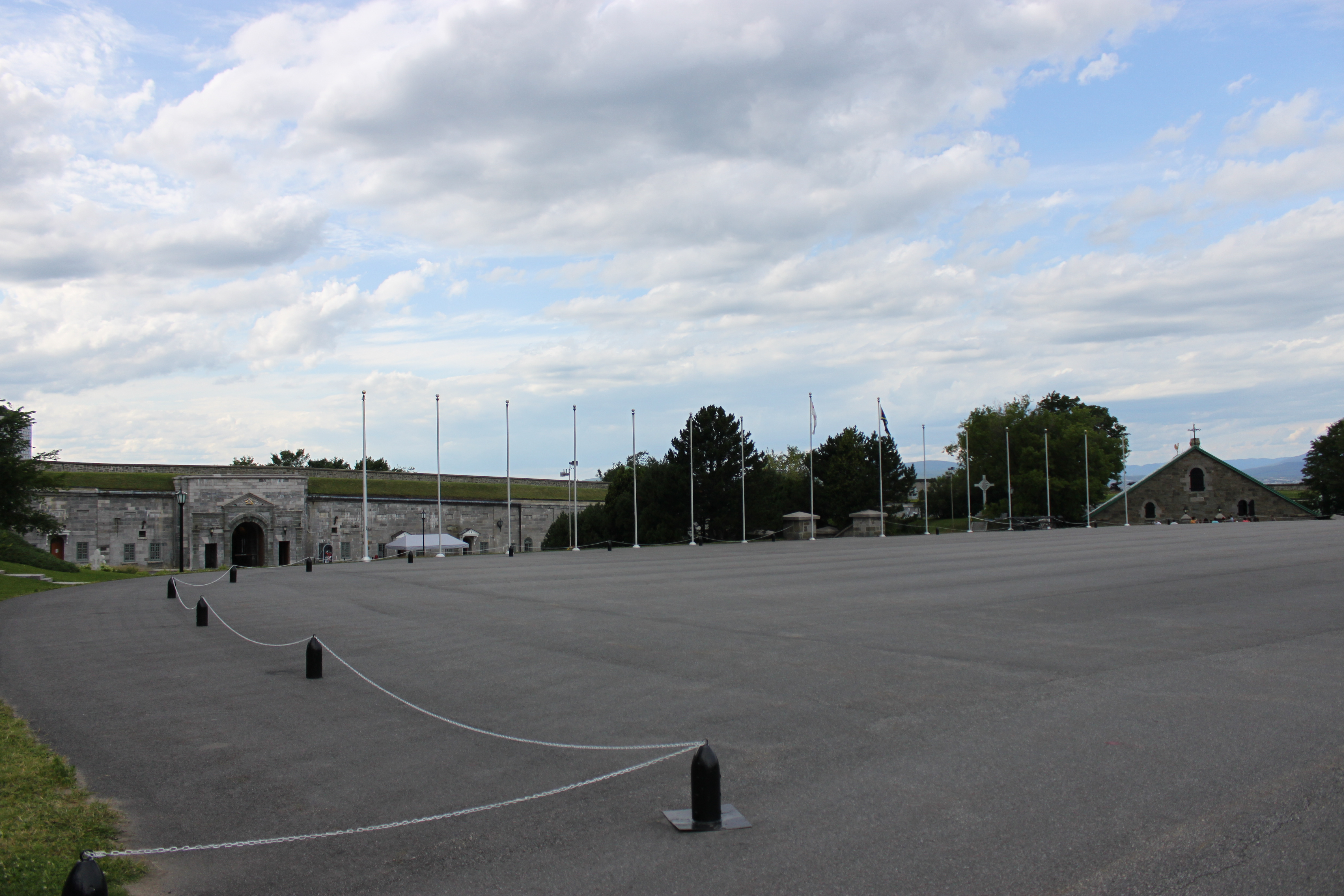
Innenhof der Zitadelle von Québec

Québec liegt an einer Flussenge des Sankt-Lorenz-Stroms in der Nähe dessen Mündung und bildet daher eine strategisch wichtige Stelle zur Verteidigung Kanadas. Das Fort wurde zwischen 1820 und 1832 sternförmig gebaut. Nach dem Britisch-Amerikanischen Krieg war die wichtigste Funktion der Zitadelle von Québec, die US-Amerikaner davon abzuhalten, den Sankt-Lorenz-Strom zu überqueren und damit Kanada zu erreichen. Das Fort wurde allerdings nie angegriffen.
Ein Teil des Forts dient heute dem Royal 22e Régiment (Königliches 22. Regiment, ein Infanterie- und Garderegiment) der kanadischen Armee als Kaserne. Außerdem befindet sich hier der traditionelle Nebensitz des Generalgouverneurs von Kanada. Ein Teil der Kaserne sowie die Residenz des Generalgouverneurs ist für die Öffentlichkeit als Museum zugänglich und somit eine Touristenattraktion von Québec.

## Bauweise
Die Zitadelle von Québec ist sternförmig gebaut (Gründe für den sternförmigen Grundriss hier).